# マスクド・ライダー
『マスクド・ライダー』（Saban's Masked Rider）は、アメリカ合衆国の特撮テレビドラマ。「パワーレンジャーシリーズ」の派生作品であり、『仮面ライダーBLACK RX』をベースとしている。『仮面ライダーZO』、『仮面ライダーJ』の映像も使用されている。
1995年9月16日から1996年11月20日まで放送された。当初はフォックス放送内のFox Kidsで放送されていたが、途中からシンジケーション番組となった。

## ストーリー
宇宙の彼方にある惑星エデノイ。平和なこの星で、王族の1人であるドレゴン伯爵が反乱を起こし、惑星を征服した。そして彼は次の標的として地球を狙う。悪の魔の手から地球を救うため、エデノイの王子、デックスは地球に向かっていった。

## 概要
『パワーレンジャー』シリーズのスピンオフ作品として、同様の手法で製作された。サバン、東映の合作特撮作品第3作である。
アメリカでは改造人間が理解されにくいと判断されたことから、主人公は宇宙人と設定された。本作品は明るい作風となっており、コメディ学園ドラマとなっている。アクションも当初はコメディアクションであったが、後にハードアクションに変更されている。原作の制作から年月が経っていることもあり、新規に撮影されるアクションは戦闘員との戦いが中心となっている。
番組の放送前にライダーが『パワーレンジャー』にゲスト出演するなどのプロモーションが行われた。プロモーションの効果があってか放送開始時の視聴率が全米子供番組史上最高を記録。好調なスタートとなったが、1996年にサバンはこの番組をFox Kidsの編成から外し、終了した『バーチャル戦士トゥルーパーズ』の後番組的な存在としてシリーズ後半部分をシンジケーション番組とすることを決める。しかし、人気を得られず第1シーズンのみで打ち切られた。人気を得られなかった理由としてはパワーレンジャーとの差別化が出来なかったためとされる。バンダイの森安信一は、変身ベルトなど「なりきりグッズ」の玩具展開での比率が日本では高いがアメリカでは低かったために苦戦したと証言している。
マスクド・ライダーのスーツアクター、セカンドユニット監督は本作品がアメリカデビューとなる大野剣友会出身の日本人ミチ・ヤマトが担当。
NBC・CBS・ABC・FOXの4社合同による依頼でカリフォルニア大学ロサンゼルス校が行った調査によれば、アクションシーンが跳躍場面が中心であることから暴力的な子供向け番組の中では穏やか部類の番組であると評している。

## 登場人物

### 主人公とその関係者
デックス・スチュアート/プリンス・デックス
惑星エデノイの王子。キング・レキシアンの孫。必要に応じて額に現れるマインドクリスタルを用いてキング・レキシアンとの通信や、感知能力などを使う事が出来る。虫と心を通わせることも可能。王家に代々伝わるマスクド・ライダーの力を祖父から受け継いだ。ドレゴンが地球侵略を阻止する為、地球にやって来た。地球に到着した際、偶然着陸したスチュアート家の養子となり、高校生としてリーウッド高校に通っている。地球の常識に疎い。
1980年4月4日生まれ。身長5フィート11インチ。体重165ポンド。
服装は原作の南光太郎が来ていた服と似ている物を着ていることが多いが、これは日本の流用映像と繋げるためである。
- 玩具 - 5.5インチのアクションフィギュアが発売された。

マスクド・ライダー（仮面ライダーBLACK RX）
デックスが「エクトフェイズ、アクティベイト」と叫んで変身する戦士。当初は叫ぶだけで変身していたが、アクション監督のミチ・ヤマトがプロデューサーのロバート・ヒューズに変身ポーズをつけること進言し、途中から右手を上げて両手を振る変身ポーズを取るように変更された。このポーズについてヤマトは「宇宙の王子だからパワーが宇宙から落ちてくることをイメージした」と述べている。
アップ用のスーツはアメリカで制作され、アクション用のスーツは『RX』の流用。ミチ・ヤマトはアメリカ製のスーツは胸のプロテクター部分が体にフィットしなかったと述べており、アクション用の日本製スーツは体にフィットして動きやすかったと述べている。
- 玩具 
  - アクションフィギュア - 5.5インチのフィギュア2種類と8インチのフィギュアが発売された。
  - その他 - デックスからライダーに変身するエクトアクセルレイティングフィギュアが発売された。非可動フィギュアも2種類発売されている。

マスクド・ライダー・スーパーゴールド（ロボライダー）
ダニアスがもたらしたスーパーゴールドクリスタルの力によって変身可能となった姿。
- 玩具
  - アクションフィギュア - 5.5インチのフィギュア2種類と8インチのフィギュアが発売された。
  - その他 - マスクド・ライダーからゴールドライダーに変身するエクトアクセルレイティングフィギュアが発売された。非可動フィギュアも2種類発売されている。

マスクド・ライダー・スーパーブルー（バイオライダー）
エクト・アクセレレーターに改造を施したことで変身可能となった姿。水の戦士であり、液状化する能力を持っている。
- 玩具 -  5.5インチのアクションフィギュアが2種類発売されたが、アメリカでは発売されておらず、ヨーロッパのみの販売と考えられている。エクトアクセルレイティングフィギュアはカタログに掲載されたのみで未発売。

コンバット・チョッパー（アクロバッター）
デックスが生み出した昆虫型の生命体。マスクド・ライダーが搭乗するバイクに変身できる。
悪路でも自在に走ることが可能。ライダーのアドバイザーとしても活躍する。
- 玩具 - 5.5インチのアクションフィギュアに対応したトーキング玩具が発売された。昆虫形態からバイクに変形する玩具も発売されている。

スーパー・チョッパー（ロボイザー）
マスクド・ライダーがスーパーゴールドに変身した際に変化する形態。ロケット砲を装備している。
- 玩具 - 5.5インチのアクションフィギュアに対応したトーキング玩具が発売された。

ウルトラ・チョッパー（マックジャバー）
マスクド・ライダーがスーパーブルーに変身した際に変化する形態。水中での活動が可能。
- 玩具 - 5.5インチのアクションフィギュアに対応したトーキング玩具が発売された。ヨーロッパのみの販売と考えられている。

マグノ（ライドロン）
デックスが生み出した昆虫生命体。マスクド・ライダーが使用する赤い車に変身する。
陸上、水中だけでなく、異次元への移動も可能とする。フロントフェンダーに装備されたハサミ型の掘削機を使って地中を移動する。
- 玩具 - 5.5インチのアクションフィギュアに対応したトーキング玩具が発売された。昆虫形態から車に変形する玩具も発売されている。

ファーバス
デックスのペット。彼を追って地球までやって来た。ハルの毛皮アレルギーのため、当初は存在が隠されていたが、デックスが薬を提供した後は家族の一員として迎えられた。好奇心旺盛な性格でトラブルメーカーであるが、デックスを助けることも多い
身長2フィート4インチ。体重30ポンド。
- 玩具 -  5.5インチのアクションフィギュアが発売された。

### スチュアート一家
リーウッドに暮らす一家。デックスが彼らの家の庭に着陸したことで彼と知り合い、迎え入れる。一家の設定は原作の佐原一家がベースとなっている。
ハル・スチュアート
一家の父。白人。発明家だが、奇妙な発明を繰り返している。毛皮アレルギー。
バーバラ・スチュアート
ハルの妻。東洋系。ケータリングの仕事をしている。
モーリー・スチュアート
ハルの養子である白人の少女。デックスに地球の常識を教えている。リーウッド高校でチアリーダーをしている。
1979年1月4日生まれ。身長5フィート4インチ。体重110ポンド。
アルビー（アルバート）・スチュアート
ハルの養子である黒人の少年。デックスに地球のことを知りたいならテレビを見ればいいとアドバイスした。
1986年2月12日生まれ。身長5フィート2インチ。体重98ポンド。

### 協力者
キング・レキシアン
惑星エデノイの王。デックスの祖父でありドレゴンの父親。デックスにマスクド・ライダーの力を与えた人物。強力なテレパシー能力を持つ。パワーレンジャーに登場するアルファ5の開発者であり、ゾードンとは協力関係にある。
身長6フィート。体重180ポンド。
ダニアス
惑星エデノイのレジスタンスの一人であり、デックスの親友。スーパーゴールドクリスタルを運んできたがドレゴンに捕らえられ洗脳され、悪のマスクド・ライダー、ロボ・ライダーにされてしまう。
マスクド・ライダーウォーリアーズ（10人ライダー）
過去のマスクド・ライダーたち。ブルティコンに苦戦するデックスを助けるため、レキシアン王が召集した。
仮面ライダー2号、ライダーマンにあたるキャラクターも登場するが、名乗る映像がカットされており、他媒体でも名前が紹介されていない。この影響で、他のキャラクターも下記の通り名前と姿にズレが見られる。
- マスクド・ライダー・ウォーリアーリーダー（仮面ライダー1号）
- ウォーリアーコマンダー（仮面ライダーV3）
- V3（仮面ライダーX）
- ライダーマン（仮面ライダーアマゾン）
- マスクド・ライダーX（仮面ライダーストロンガー）
- アマゾン（スカイライダー）
- ストロングマン（仮面ライダースーパー1）
- ゼクロス（仮面ライダーZX）

### 一般人
パッツリー・カーバンクル
スチュアート家の隣に住んでいる。モリーのことを嫌っているかのような態度をとるが実際には親友の間柄である。
ハービーとともにスチュアート家の秘密を探ろうとしている。
ハービー
ナードの少年。パッツリーとともにコミックリリーフ的な存在となる。
ヘンリー・チャーマーズ校長
リーウッド高校の校長。奇妙な行動をするデックスのことを白い目で見ている。
ムルダー先生
リーウッド高校の教師。デックスのクラスの担任。
ムーン・デュード
ゲームアーケードのオーナー。デックスを雇ったこともある。

### 敵
ドレゴン伯爵（ジャーク将軍）
惑星エデノイを支配せんとする軍団の首領。レキシアンの息子でデックスの叔父にあたる。マスクド・ライダーの力を継承することが認められなかったため、反乱を起こした。父であるレキシアンと戦って敗北し、星を追放された過去を持つ。その際に顔に傷を負い、それを隠すためにマスクをしている。追放された伯爵は数年かけて軍団を築き上げてエデノイに侵攻し星を制圧する。マスクド・ライダーの活躍によりエデノイの完全支配を断念することになったが、パワーレンジャーが惑星エデノイに来たことから地球の存在を知り、次の侵略のターゲットとした。地球を制圧して地球人を奴隷化して軍団に取り込みエデノイの完全支配を目的としている。
マスクド・ライダーの力を得る事を諦めておらず、デックスを味方に引き入れることを考えている。
パワーレンジャーに登場するロード・ゼッドとは犬猿の仲であるとされる。
身長6フィート2インチ。体重185ポンド。
- 玩具 -  5.5インチのフィギュアと非可動フィギュアが発売された。

ネファリア （マリバロン）
ドレゴン伯爵軍団4幹部の1人である女性。ドレゴン伯爵の腹心。容姿は美しいが性格は残酷。
素早い動きが特徴で、マインドコントロールと呪術を得意とする。
身長5フィート6インチ。体重120ポンド。
サイクロプター（ガテゾーン）
ドレゴン伯爵軍団4幹部の1人で、ロボット軍団の指揮官。目から放つリ・アニメーター・レイには機械に命を吹き込む力がある。狙撃の名手でもある。専用バイクであるキャノンウィールズ（ストームダガー）を駆ることもある。
身長5フィート10インチ。体重170ポンド。
- 玩具 -  5.5インチのアクションフィギュアと、それに対応したキャノンウィールズのトーキング玩具が発売された。

ゴーク（ゲドリアン）
ドレゴン伯爵軍団4幹部の1人。韻を踏んだ喋り方をする。
ひょうきんな性格だが、その態度から伯爵の機嫌を損ねることも多い。
身長5フィート8インチ。体重168ポンド。
ダブル・フェイス（ボスガン）
ドレゴン伯爵軍団4幹部の1人である剣士。実力は高いが自惚れ屋な性格。伯爵の右腕とされているが、伯爵本人からは信用されていない。
身長6フィート3インチ。体重150ポンド。
- 玩具 -  5.5インチのフィギュアが発売された。

ファクト（チャックラム）
調査ロボット。高性能なコンピュータを備えており、デックスの情報を探って伯爵に報告している。
身長14インチ。体重20ポンド。
ドレゴネーター（ジャークミドラ）
ドレゴン伯爵のクローン。戦闘用に肉体を強化されている。
ブルティコン（グランザイラス）
最強のスーパーインセクティボーア。スーパーゴールドライダーの攻撃にも耐える装甲を持つ。反面、内部からの攻撃には弱く、スーパーブルーライダーの液状化能力により内部に侵入され、破壊された。
インセクティボーア（クライシス怪魔戦士）
ドレゴン配下の昆虫モンスターたち。エデノイを追放された伯爵が宇宙で作りだした。通常は縮小されカプセルの中に保管されている。
マゴット
ネファリア配下の虫型の戦闘員。3体一組で行動する。
- 玩具 -  5.5インチのフィギュアがヨーロッパのみで発売された。

コマンドロイド（チャップ）
ホッケーマスクをしたような外見の戦闘員。

## マスクド・ライダーの装備・技
エクト・アクセレレーター（サンライザー）
マスクド・ライダーにパワーを与えるツール。
ライダーキック（RXキック）
両足を合わせて放つ飛び蹴り。
エレクトロ・セイバー
マスクド・ライダーの最大の武器である剣。エクト・アクセレレーターから生み出された。
先端から放つ光弾で敵を倒す。鞭のようにも使うことも可能。
エクト・レイ（ボルティックシューター）
マスクド・ライダー・スーパーゴールドの武器。
コミック版ではマスクド・ライダーの状態でも使用している。
ブルーセイバー（バイオブレード）
マスクド・ライダー・スーパーブルーの武器で、エレクトロセイバーが変化した剣。

## 用語
惑星エデノイ（怪魔界）
アンドロメダ銀河にある惑星。毒ガスが埋蔵されており、ドレゴン伯爵は奴隷化した人々を使役して採掘を行っている。伯爵により惑星は毒ガスに汚染されことになった。パイロット版では爆発して消滅している。
スパイダーベース（クライス要塞）
ドレゴン伯爵の基地である巨大な宇宙船。異次元への航行も可能。口から放つ赤い光弾で地表を攻撃し、トラクタービームを用いて地表へと戦力を送り込む。

## キャスト

### レギュラー・準レギュラー
- デックス・スチュアート/マスクド・ライダー - T.J.・ロバーツ
- ファーバス（パペット操作および声） - ポール・ピストーレ
- コンバット・チョッパーの声 - ジェイソン・ナーヴィー
- マグノの声 - ウェンディー・リー
- ハル・スチュアート - デイヴィッド・ステンストローム
- バーバラ・スチュアート - キャンディス・キタ
- モーリー・スチュアート - リアノン・J・シュルヴ
- アルビー・スチュアート - アシュトン・マカラン
- キング・レキシアン - ラルフ・ヴォトリアン
- ダニアス - ウィストン・ストーリー
- ドレゴン伯爵 - ケン・リング
- ネファリア - ジェニファー・タン
- サイクロプターの声 - スティーブ・クレイマー
- ゴークの声、ナレーター - マイケル・マコノヒー
- ダブル・フェイスの声 - マイケル・ソリッチ
- ファクトの声 - ジュリー・マッダレーナ
- パッツリー・カーバンクル - リディ・リットロー
- ハービー - マシュー・ベイツ
- ヘンリー・チャーマーズ - ドン・ヤーナン
- ムルダー先生 - ロン・バーネオン
- ムーン・デュード - トム・エアーズ

### ゲスト出演者
- フェアリア(1) - ピーター・シンコダ
- ゼニアス(1) - トレーシー・ベルーシ
- リ先生（3、26） - ビリー・マツダ
- ヘンリー・ウォール(6) - パトリック・J・ニコル
- ビルオージー(13) - アレックス・ドッド
- ダレン・カーバンクル(17) - スコット・ファウルズ
- マリー・カーバンクル （17、38） - ケリー・ローバック
- マスクド・ライダー・ウォーリアーリーダー（声）(40) - キム・ストラウス
- ウォーリアーコマンダー（声）(40)、ストロングマン（声）(40)、マイク・レイノルズ
- V3（声）(40)、ゼクロス（声）(40) - リチャード・エプカー

### スーツアクター・スタント
- マスクド・ライダー[12] - ミチ・ヤマト
- マスクド・ライダー[51][52] 、ロボライダー[53]- ルーク・ラフォンティーヌ
- ファーバス[54] - ヴァーン・トロイヤー
- サイクロプター[55]- T.J.ロトロ
- ハイドラセクト[56] - ベリンダ・イングリッシュ
- その他スタント - リック・ターネ、B・ラゾー、ビリー・マツダ、他

## スタッフ
- 製作総指揮 - ハイム・サバン、シュキ・レヴィ
- プロデューサー/ストーリーエディター - ロバート・ヒューズ
- 共同プロデューサー - アン・ナップ
- スーパーバイジング・プロデューサー - トニー・オリバー（第1 - 27話）、スコット・ページ＝パグター、マイケル・モントゴメリー
- 撮影 - ジェームズ・マイケルズ、マイケル・ギャラガー、エリック・ロイ・アンダーソン、マイケル・G・ウォジェコウスキー
- 音楽プロデューサー - ロン・ワッサーマン
- 音楽 - シュキ・レヴィ、クッサ・マーチ
- セカンドユニット監督 - ミチ・ヤマト（第26話まで）、ルーク・ラフォンティーヌ（第27話以降）
- スタント・コーディネーター - ミチ・ヤマト（第26話まで）
- セカンドADRディレクター（第26話まで）→ADRディレクター（第27話以降） - デヴィッド・ウォルシュ
- プロダクション・デザイナー - ユダ・アッコ
- キャスティング - ケイティ・ウォーリン
- 製作総責任者 - ロニー・ヘイダー
- 原作 - 石ノ森章太郎
- 制作 - ルネサンス・アトランティック・フィルムズ、東映、バグボーイ・プロダクションズ
- 製作・配給 - サバン・エンターテイメント（国際配給 - サバン・インターナショナル）

## 各話リスト
| 話数 | サブタイトル                 | 登場インセクティボーア | 監督                      | 脚本                                |
| ---- | ---------------------------- | --- | ------------------------- | ----------------------------------- |
| 1    | Escape From Edenoi, Part I   | デストラクスフィア（ドラス） （声 - ルディ・ルザイオン） プラグ・セントリー（ガイナギスカン） （声 - トム・ワイナー） プラグ・パトロール1 （声 - リチャード・ジョージ） プラグ・パトロール2 プラグ・パトロール3 | シュキ・レヴィ            | シュキ・レヴィ シェル・ダニエルソン |
| 2    | Escape From Edenoi , Part II | デストラクスフィア ビードルトロン（ガンガディン） （声 - リチャード・ジョージ） | シュキ・レヴィ            | シュキ・レヴィ シェル・ダニエルソン |
| 3    | License To Thrill            | ラルバトロン（キューブリカン） （声及び人間態 - ビリー・マツダ） | ワース・キーター          | ジョゼフ・クアー                    |
| 4    | Pet Nappers                  | マンディブル（アッチペッチー） （声 - ガードナー・ボールドウィン） | ワース・キーター          | クリフォード・ハーバート            |
| 5    | Bugs On The Loose            | モーティトロン（ガイナガモス） （声 -グレン・マクドゥーガル ） | ワース・キーター          | ピーター ・ ミッチ                  |
| 6    | Arcade Ace                   | クリムゾン・クリーパー（ガイナマイト） （声 - スティーヴ・キャサリング） | デビッド・フロスト        | ジェーン・マッキントッシュ          |
| 7    | Super Gold, Part I           | ロボ・ライダー（シャドームーン） （声 - ウィストン・ストーリー） | デビッド・フロスト        | マーク・リットン                    |
| 8    | Super Gold, Part II          | ロボ・ライダー エデンタダ（マットボット） （声 - ボブ・パーペンブルック） | デビッド・フロスト        | マーク・リットン                    |
| 9    | The Grandma Factor           | テルマセクト（ネックスティッカー） （声 - ジョン・ハイク） スライミアセクト（ドグマログマ） （声 - ロス・ボーレン）                                                                                             | ワース・キーター          | ピーター ・ ミッチ                  |
| 10   | Something's Trashy           | リサイクロトロン（スクライド） （声 - スパイキー・ソーントン） | ワース・キーター          | クリフォード・ハーバート            |
| 11   | Water Water Everywhere       | ファイヤ・バグ（メタヘビー） （声 - ポール・シュリアー） | ワース・キーター          | ジョゼフ・クアー                    |
| 12   | Ferbus' First Christmas      | | ワース・キーター          | マルグ・マッカン                    |
| 13   | Stranger From The North      | ハイドラセクト / アラクニダ（ハチ女ズー/クモ女） （声 - アンドレア・フィリップス） | ワース・キーター          | クリフォード・ハーバート            |
| 14   | Dance Crazy                  | ロボセクト（デスガロン） （声 - スコット・ページ＝パグター） | ロブ・メイレンファント    | マルグ・マッカン                    |
| 15   | The Green-Eyed Monster       | スカル・リーパー（リーダー）（スカル魔スター） （声 - レイ・マイケルズ） スカル・リーパー（スカル魔） （声 - スパイキー・ソーントン）                                                                           | ロブ・メイレンファント    | ケイティー・ロッキー                |
| 16   | The Heat Is On               | ヘリオトイド（クロイゼル） （声 - エド・ニール） スカル・リーパー（リーダー） | ワース・キーター          | マイケル・ライアン                  |
| 17   | Know Your Neighbor           | エレクトロセクト（エレギトロン） （声 - スティーヴ・キャサリング） | ワース・キーター          | マーク・リットン                    |
| 18   | The Dash                     | テンタックロン（フラーミグラーミ） （声 - レイ・マイケルズ） | ワース・キーター          | マーク・リットン                    |
| 19   | Battle Of The Bands          | ブルー＝ファングド・ラウス（ゲドルリドル） （声 - ロス・ボーレン） | ロブ・メイレンファント    | ダイアン・メーザーズ                |
| 20   | Ferbus Maximus               | サイボーセクト（ヘルガデム） （声 - ウォルター・ラング） | ロブ・メイレンファント    | ジェーン・マッキントッシュ          |
| 21   | Unmasked Rider               | トリプロン（トリプロン） （声 - レモイン・スタトラー） | ロブ・メイレンファント    | ジェーン・マッキントッシュ          |
| 22   | Ferbus' Day Out              | タートルトロン（ガイナギンガム） （声 - ロバート・クライン） | ロブ・メイレンファント    | マルグ・マッカン                    |
| 23   | Jobless                      | リキセクト（バングゴング） （声 - ブラッド・オーチャード） | ロブ・メイレンファント    | ジェーン・マッキントッシュ          |
| 24   | Back To Nature               | ウォーター・バグ（ガゾラゲゾラ） （声 - カート・ストラウス） | ロブ・メイレンファント    | ジョセブ・クアー                    |
| 25   | Testing 1, 2, 3              | フリアゾイド（ムンデガンデ） （声 - ドロシー・ファーン） | ワース・キーター          | クリフォード・ハーバート            |
| 26   | Showdown At Leawood High     | ツイスター・バグ（アントロント） （声 - チャック・コヴァチッチ） | ロブ・メイレンファント    | マルグ・マッカン                    |
| 27   | Power Out                    | ボルダー・ビートル（岩魔） （声 - ブラッド・オーチャード） レプトセクト（ガイナカマキル） （声 - エズラ・ワイズ）                                                                                               | ロブ・メイレンファント    | マーク・リットン                    |
| 28   | Saturday Morning Invasion    | アルティヴォア（フォッグマザー） （声 - アロンゾ・ボデン） | ワース・キーター          | ジェーン・マッキントッシュ          |
| 29   | Passenger Ferbus             | ソーラーセクト（武陣） （声 - ダーレン・ウィルソン） | ワース・キーター          | ジェーン・マッキントッシュ          |
| 30   | Mixed Doubles                | ドレゴネーター （声 -ケン・リング） | ワース・キーター          | スティーブ・セッションズ            |
| 31   | Million Dollar Ferbus        | ラヴァセクト（クライシス皇帝） （声 - アルフレッド・トール） | ワース・キーター          | マルグ・マッカン                    |
| 32   | Ectophase Albee              | サイバーゲーター（トカゲ男・アギト） （声 - ボブ・パーペンブルック） ドレッド・ドラゴン（ギメラゴメラ） マノセクト（シュライジン） （声 - デヴィッド・グリーンリー）                                            | ワース・キーター          | ジェーン・マッキントッシュ          |
| 33   | Race Against Time            | レヴェネーター（スピングレー） （声 - チャック・コヴァチッチ） | ロブ・メイレンファント    | ジョセブ・クアー                    |
| 34   | Cat-Atomic                   | パラセクト（コウモリ男） キャタトロン（ガイナジャグラム） （声 - ポール・ピストーレ） | テレンス・H・ウインクレス | スティーブ・セッションズ            |
| 35   | Indigestion                  | スピアヴォーレイ（天空） （声 - トニー・スマイルズ） スペース・モンキー（ガイナニンポー） （声 - ブライアン・タハッシュ） ニンジャエイプ（怪魔忍者隊）                                                          | ロブ・メイレンファント    | グレン・A・メイ                     |
| 36   | Dex At Bat                   | バナナテックス（ビャッ鬼） （声 - カーミット・ビーチウッド） フラッフィー（ムサラビサラ） | ロブ・メイレンファント    | クリフォード・ハーバート            |
| 37   | The Eye Of Edenoi            | オクセクト（百目婆ァ） （声 - リーバ・ウエスト） | ロブ・メイレンファント    | マーク・リットン                    |
| 38   | Exit Nefaria, Enter Barbaria | ロブスタートロン（リックバック） （声 - レイ・マイケルズ） プレダヴォーレイ（ガイナバラス） （声 - ランディ・エリオット）                                                                                       | テレンス・H・ウインクレス | ジョセブ・クアー                    |
| 39   | Detention                    | ブレーン・ミーテ（ウィル鬼） （声 - エズラ・ワイズ） | テレンス・H・ウインクレス | マーク・リットン                    |
| 40   | The Invasion Of Leawood      | ブルティコン（グランザイラス） （声 - ボブ・パーペンブルック） | ロブ・メイレンファント    | マルグ・マッカン                    |

## コミック版
マーベルコミックスから発行された。『マイティ・モーフィン・パワーレンジャー』も登場する。

## 玩具展開
原作の展開から年月が経っていることもあり、本作品の玩具は新規に開発された物が多い。メイン商品は5.5インチのアクションフィギュアで、対応した乗り物の玩具も発売されている。8インチのデラックスアクションフィギュアが展開された。
パワーレンジャーシリーズの人気商品である人間からヒーローに変身するギミックを持ったエクトアクセルレイティングフィギュアも発売された。非可動のコレクティブルフィギュアも発売されている。
モンスターのフィギュアも発売されたが、後期の商品としてカタログに掲載されていたモンスター6体（ロボライダー・マゴット・デストラクスフィア・パラセクト・レプトセクト・アラクニダ）はアメリカでは発売されず、レプトセクト、アラクニダ除いた4体はヨーロッパ限定で発売された。
カジリオンによるトレーディングカードが発売されている。